# Llista d'asteroides/173501-173600
| Nom      | Designació provisional | Data de descobriment   | Lloc de descobriment | Descobridor/s               |
| -------- | ---------------------- | ---------------------- | -------------------- | --------------------------- |
| 173501 - | 2000 SU311             | 27 de setembre de 2000 | Socorro              | LINEAR                      |
| 173502 - | 2000 ST356             | 28 de setembre de 2000 | Anderson Mesa        | LONEOS                      |
| 173503 - | 2000 TQ53              | 1 d'octubre de 2000    | Socorro              | LINEAR                      |
| 173504 - | 2000 TG55              | 1 d'octubre de 2000    | Socorro              | LINEAR                      |
| 173505 - | 2000 UH7               | 24 d'octubre de 2000   | Socorro              | LINEAR                      |
| 173506 - | 2000 UW22              | 24 d'octubre de 2000   | Socorro              | LINEAR                      |
| 173507 - | 2000 UC42              | 24 d'octubre de 2000   | Socorro              | LINEAR                      |
| 173508 - | 2000 UU43              | 24 d'octubre de 2000   | Socorro              | LINEAR                      |
| 173509 - | 2000 UK50              | 24 d'octubre de 2000   | Socorro              | LINEAR                      |
| 173510 - | 2000 UL59              | 25 d'octubre de 2000   | Socorro              | LINEAR                      |
| 173511 - | 2000 UE63              | 25 d'octubre de 2000   | Socorro              | LINEAR                      |
| 173512 - | 2000 UM63              | 25 d'octubre de 2000   | Socorro              | LINEAR                      |
| 173513 - | 2000 UR65              | 25 d'octubre de 2000   | Socorro              | LINEAR                      |
| 173514 - | 2000 UY71              | 25 d'octubre de 2000   | Socorro              | LINEAR                      |
| 173515 - | 2000 UY79              | 24 d'octubre de 2000   | Socorro              | LINEAR                      |
| 173516 - | 2000 UE84              | 31 d'octubre de 2000   | Socorro              | LINEAR                      |
| 173517 - | 2000 UH105             | 29 d'octubre de 2000   | Socorro              | LINEAR                      |
| 173518 - | 2000 UN107             | 30 d'octubre de 2000   | Socorro              | LINEAR                      |
| 173519 - | 2000 VW8               | 1 de novembre de 2000  | Socorro              | LINEAR                      |
| 173520 - | 2000 VZ14              | 1 de novembre de 2000  | Socorro              | LINEAR                      |
| 173521 - | 2000 VY27              | 1 de novembre de 2000  | Socorro              | LINEAR                      |
| 173522 - | 2000 VK43              | 1 de novembre de 2000  | Socorro              | LINEAR                      |
| 173523 - | 2000 VG48              | 2 de novembre de 2000  | Socorro              | LINEAR                      |
| 173524 - | 2000 VX51              | 3 de novembre de 2000  | Socorro              | LINEAR                      |
| 173525 - | 2000 VF53              | 3 de novembre de 2000  | Socorro              | LINEAR                      |
| 173526 - | 2000 VX55              | 3 de novembre de 2000  | Socorro              | LINEAR                      |
| 173527 - | 2000 VO60              | 1 de novembre de 2000  | Desert Beaver        | W. K. Y. Yeung              |
| 173528 - | 2000 WV1               | 17 de novembre de 2000 | Kitt Peak            | Spacewatch                  |
| 173529 - | 2000 WY3               | 19 de novembre de 2000 | Socorro              | LINEAR                      |
| 173530 - | 2000 WF13              | 21 de novembre de 2000 | Socorro              | LINEAR                      |
| 173531 - | 2000 WB29              | 20 de novembre de 2000 | Socorro              | LINEAR                      |
| 173532 - | 2000 WW35              | 20 de novembre de 2000 | Socorro              | LINEAR                      |
| 173533 - | 2000 WX42              | 21 de novembre de 2000 | Socorro              | LINEAR                      |
| 173534 - | 2000 WY71              | 19 de novembre de 2000 | Socorro              | LINEAR                      |
| 173535 - | 2000 WF76              | 20 de novembre de 2000 | Socorro              | LINEAR                      |
| 173536 - | 2000 WX77              | 20 de novembre de 2000 | Socorro              | LINEAR                      |
| 173537 - | 2000 WJ108             | 20 de novembre de 2000 | Socorro              | LINEAR                      |
| 173538 - | 2000 WY116             | 20 de novembre de 2000 | Socorro              | LINEAR                      |
| 173539 - | 2000 WD130             | 19 de novembre de 2000 | Kitt Peak            | Spacewatch                  |
| 173540 - | 2000 WG132             | 18 de novembre de 2000 | Socorro              | LINEAR                      |
| 173541 - | 2000 WS133             | 19 de novembre de 2000 | Socorro              | LINEAR                      |
| 173542 - | 2000 WT163             | 21 de novembre de 2000 | Socorro              | LINEAR                      |
| 173543 - | 2000 WP173             | 25 de novembre de 2000 | Haleakala            | NEAT                        |
| 173544 - | 2000 WC179             | 25 de novembre de 2000 | Socorro              | LINEAR                      |
| 173545 - | 2000 WF179             | 26 de novembre de 2000 | Socorro              | LINEAR                      |
| 173546 - | 2000 XZ18              | 4 de desembre de 2000  | Socorro              | LINEAR                      |
| 173547 - | 2000 XC28              | 4 de desembre de 2000  | Socorro              | LINEAR                      |
| 173548 - | 2000 XH31              | 4 de desembre de 2000  | Socorro              | LINEAR                      |
| 173549 - | 2000 XF47              | 15 de desembre de 2000 | Socorro              | LINEAR                      |
| 173550 - | 2000 XJ52              | 6 de desembre de 2000  | Socorro              | LINEAR                      |
| 173551 - | 2000 YH17              | 27 de desembre de 2000 | Oaxaca               | J. M. Roe                   |
| 173552 - | 2000 YF51              | 30 de desembre de 2000 | Socorro              | LINEAR                      |
| 173553 - | 2000 YY89              | 30 de desembre de 2000 | Socorro              | LINEAR                      |
| 173554 - | 2000 YG92              | 30 de desembre de 2000 | Socorro              | LINEAR                      |
| 173555 - | 2000 YY107             | 30 de desembre de 2000 | Socorro              | LINEAR                      |
| 173556 - | 2000 YV125             | 29 de desembre de 2000 | Anderson Mesa        | LONEOS                      |
| 173557 - | 2000 YU127             | 29 de desembre de 2000 | Haleakala            | NEAT                        |
| 173558 - | 2000 YG128             | 29 de desembre de 2000 | Haleakala            | NEAT                        |
| 173559 - | 2000 YV128             | 29 de desembre de 2000 | Haleakala            | NEAT                        |
| 173560 - | 2000 YA129             | 29 de desembre de 2000 | Haleakala            | NEAT                        |
| 173561 - | 2000 YV137             | 31 de desembre de 2000 | Haleakala            | NEAT                        |
| 173562 - | 2001 AE4               | 2 de gener de 2001     | Socorro              | LINEAR                      |
| 173563 - | 2001 AG12              | 2 de gener de 2001     | Socorro              | LINEAR                      |
| 173564 - | 2001 AD22              | 3 de gener de 2001     | Socorro              | LINEAR                      |
| 173565 - | 2001 AN27              | 5 de gener de 2001     | Socorro              | LINEAR                      |
| 173566 - | 2001 AA40              | 3 de gener de 2001     | Anderson Mesa        | LONEOS                      |
| 173567 - | 2001 BY9               | 16 de gener de 2001    | Kitt Peak            | Spacewatch                  |
| 173568 - | 2001 BH13              | 21 de gener de 2001    | Socorro              | LINEAR                      |
| 173569 - | 2001 BL20              | 19 de gener de 2001    | Socorro              | LINEAR                      |
| 173570 - | 2001 BP23              | 20 de gener de 2001    | Socorro              | LINEAR                      |
| 173571 - | 2001 BU29              | 20 de gener de 2001    | Socorro              | LINEAR                      |
| 173572 - | 2001 BC34              | 20 de gener de 2001    | Socorro              | LINEAR                      |
| 173573 - | 2001 BA35              | 20 de gener de 2001    | Socorro              | LINEAR                      |
| 173574 - | 2001 BP35              | 19 de gener de 2001    | Kitt Peak            | Spacewatch                  |
| 173575 - | 2001 BS50              | 27 de gener de 2001    | Ondřejov             | P. Pravec, P. Kušnirák      |
| 173576 - | 2001 BR55              | 19 de gener de 2001    | Socorro              | LINEAR                      |
| 173577 - | 2001 BB64              | 29 de gener de 2001    | Socorro              | LINEAR                      |
| 173578 - | 2001 BJ68              | 31 de gener de 2001    | Socorro              | LINEAR                      |
| 173579 - | 2001 BT73              | 29 de gener de 2001    | Kvistaberg           | Uppsala-DLR Asteroid Survey |
| 173580 - | 2001 CD1               | 1 de febrer de 2001    | Socorro              | LINEAR                      |
| 173581 - | 2001 CB7               | 1 de febrer de 2001    | Socorro              | LINEAR                      |
| 173582 - | 2001 CG9               | 1 de febrer de 2001    | Socorro              | LINEAR                      |
| 173583 - | 2001 CG10              | 1 de febrer de 2001    | Socorro              | LINEAR                      |
| 173584 - | 2001 CD11              | 1 de febrer de 2001    | Socorro              | LINEAR                      |
| 173585 - | 2001 CC14              | 1 de febrer de 2001    | Socorro              | LINEAR                      |
| 173586 - | 2001 CS22              | 1 de febrer de 2001    | Anderson Mesa        | LONEOS                      |
| 173587 - | 2001 CA24              | 1 de febrer de 2001    | Anderson Mesa        | LONEOS                      |
| 173588 - | 2001 DK9               | 16 de febrer de 2001   | Socorro              | LINEAR                      |
| 173589 - | 2001 DE11              | 17 de febrer de 2001   | Socorro              | LINEAR                      |
| 173590 - | 2001 DU11              | 17 de febrer de 2001   | Socorro              | LINEAR                      |
| 173591 - | 2001 DH24              | 17 de febrer de 2001   | Socorro              | LINEAR                      |
| 173592 - | 2001 DQ26              | 17 de febrer de 2001   | Socorro              | LINEAR                      |
| 173593 - | 2001 DK30              | 17 de febrer de 2001   | Socorro              | LINEAR                      |
| 173594 - | 2001 DA33              | 17 de febrer de 2001   | Socorro              | LINEAR                      |
| 173595 - | 2001 DL44              | 19 de febrer de 2001   | Socorro              | LINEAR                      |
| 173596 - | 2001 DC48              | 19 de febrer de 2001   | Prescott             | P. G. Comba                 |
| 173597 - | 2001 DD50              | 16 de febrer de 2001   | Socorro              | LINEAR                      |
| 173598 - | 2001 DW50              | 16 de febrer de 2001   | Socorro              | LINEAR                      |
| 173599 - | 2001 DF53              | 19 de febrer de 2001   | Socorro              | LINEAR                      |
| 173600 - | 2001 DJ57              | 16 de febrer de 2001   | Kitt Peak            | Spacewatch                  |